# Steven Bauer
Steven Bauer (Havana, 2 de dezembro de 1956) é um ator estadunidense nascido em Cuba. É mais conhecido por ter atuado ao lado de Al Pacino no filme Scarface, lançado em 1983, no papel de Manny Ray.

## Biografia
Bauer nasceu como Esteban Ernesto Echevarria, filho de Lillian, uma professora, e de Esteban Echevarria, um piloto da Cubana de Aviación . Os pais de Bauer fugiram de Cuba para Miami, em 4 julho de 1960 após a revolução de Fidel Castro.
Bauer se formou no Miami Coral Park High School, com a intenção de se tornar músico, mas voltou a atuar se formando em teatro na Universidade de Miami, onde se tornou amigo do também ator Ray Liotta. O primeiro papel relativamente importante de Bauer, foi no sitcom ¿Qué Pasa, U.S.A.?, onde interpretou um adolescente filho de uma família cubana que foi para Miami. Até que em 1982 recebeu o papel de Manolo Riviera no filme Scarface. Os produtores do filme ficaram convencidos que ele era a pessoa certa para o papel, baseando-se no seu jeito cubano autêntico. Sua performance lhe rendeu uma indicação ao Globo de Ouro de melhor ator coadjuvante.
Depois disso, fez pequenas e médias aparições em filmes como Primal Fear, Traffic, Os Reis de South Beach e A Síndrome de Caim. Atuou como ator principal em "Ladrão de Corações" (Thief of Hearts). Também emprestou a voz para o personagem The Sandman, no jogo Scarface : The World Is Yours, Breaking Bad (Don Eládio) produzido pela AMC.

## Vida pessoal
Bauer casou com Melanie Griffith em Setembro de 1982. Bauer e Melanie tiveram seu primeiro filho, Alexander Bauer, em 1985. Divorciaram-se em 1987. Ele casou novamente em 1989, dessa vez com Ingrid Anderson, com quem teve seu outro filho, Dylan, nascido em 1990. Seu segundo casamento acabou em 1991. Um ano depois, ele casou com sua terceira esposa, Christiana Boney, mas se divorciou dela também. Em 2003 ele voltou a casar, desta vez com Paulette Miltimore, mas divorciaram-se em 2012.

## Filmografia

### Video games
| Game                         | Ano  | Papel       |
| ---------------------------- | ---- | ----------- |
| Scarface: The World is Yours | 2006 | The Sandman |
| Hitman: Absolution           | 2012 | Birdie      |

### Prêmios e indicações
- Indicado – Golden Globe Award – Best Performance by an Actor in a Supporting Role in a Motion Picture – Scarface (1984)
- Indicado – Golden Globe Award – Best Performance by an Actor in a Mini-series or Motion Picture Made for TV – Drug Wars: The Camarena Story (1990)
- Vencedor – Screen Actors Guild Award – Outstanding Performance by a Cast in a Motion Picture – Traffic (2000)
- Vencedor – Short Film Award – Best Supporting Actor – Crumble (2010)
- Vencedor – Festival Award – Best Actor – The Last Gamble (2011)
- Vencedor – Feature Film Award – Best Actor – The Last Gamble (2012)
- Indicado – Saturn Award – Best Guest Starring Role on Television – Breaking Bad